# Armand Huyghé de Mahenge

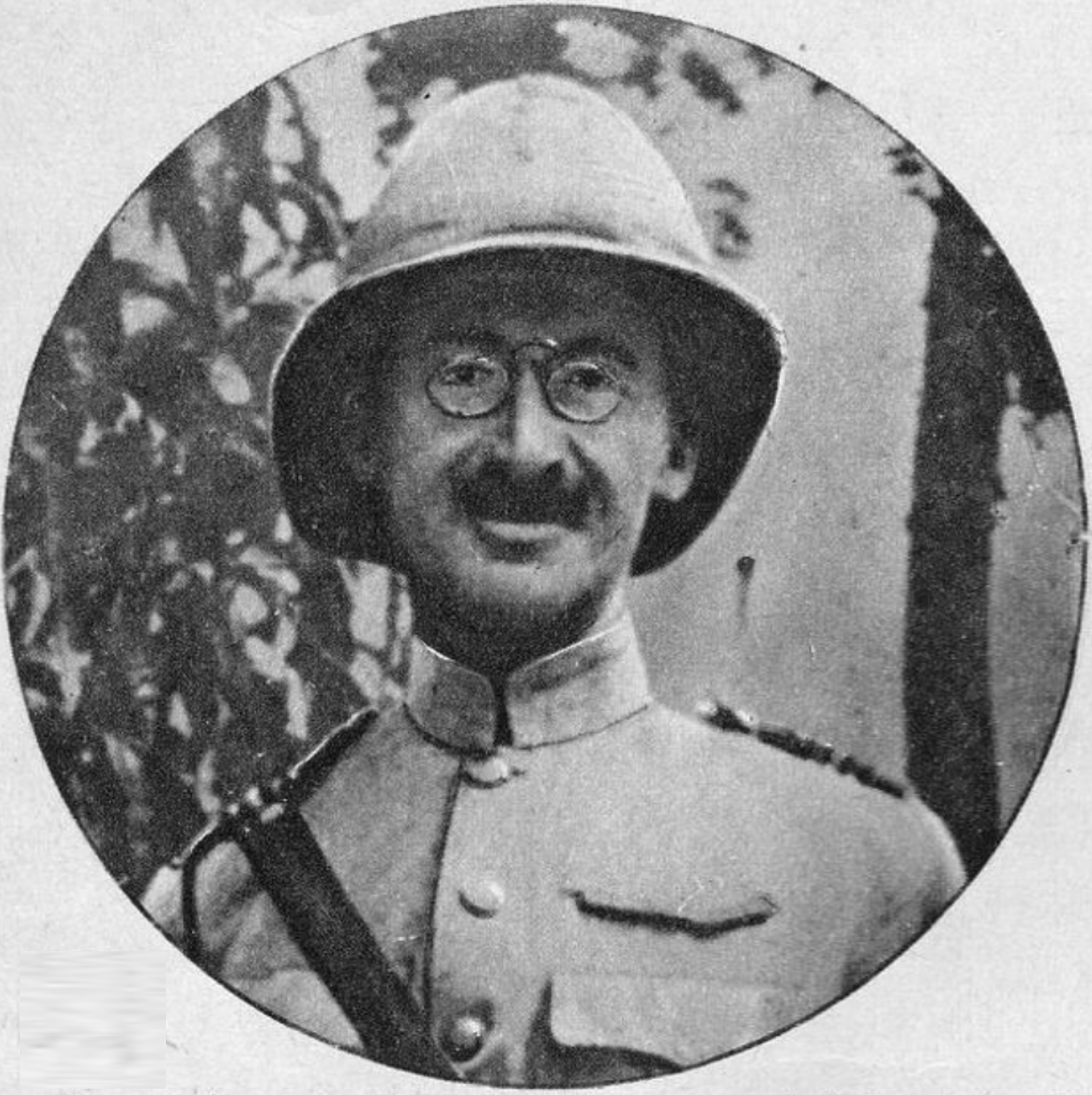
Armand Huyghe de Mahenge

Armand Christophe Huyghé, ab 1939 Huyghé de Mahenge (* 10. Juli 1871 in Löwen, Belgien; † 2. März 1944 im KZ Buchenwald) war ein belgischer Generalmajor. Er diente zunächst für den belgischen König Leopold II. im Kongo-Freistaat. Während des Ersten Weltkriegs kämpfte er in Deutsch-Ostafrika gegen die dortige deutsche Schutztruppe. Für seinen entscheidenden Sieg bei Mahenge am 9. Oktober 1917 wurde er mit dem Namenszusatz „de Mahenge“ nobilitiert.
In der Zwischenkriegszeit kommandierte er das belgische Kontingent während der alliierten Besetzung des Rheinlandes. Während des Zweiten Weltkriegs engagierte er sich im Widerstand und wurde nach seiner Gefangennahme durch die Deutschen in das Konzentrationslager Buchenwald deportiert, wo er 1944 starb.

## Biographie
Huyghé war der Sohn von Charles Huygé und Marie Florence Gayer.
In seinen Jugendjahren trat er in die belgische Armee ein und wurde Korporal im 1. Artillerie-Regiment. 1889 besuchte er die Königliche Militärakademie in Brüssel. 1891 tat er Dienst als Leutnant im 8. Linienregiment.
1893 wurde er der Force Publique im Kongo-Freistaat zugeteilt und nahm an der Expedition von Hauptmann Léon Hanolet in das Schari-Becken teil. Anschließend wurde er zum Leiter der Post- und Transportabteilung in Zongo und dann in Sangila ernannt.
Während des Ersten Weltkriegs diente er zunächst an der Westfront in Europa und nahm an zahlreichen Schlachten in Belgien teil, darunter auch an der Yser, wo er sich auszeichnen konnte. Im Februar 1915 wurde er zum Major und 1916 zum Oberstleutnant befördert.
Im selben Jahr kehrte er in den Kongo zurück und war im Feldzug gegen die Kaiserliche Schutztruppe für Deutsch-Ostafrika eingesetzt. Bei Beginn der sog. Tabora-Offensive ab dem 18. April 1916 befehligte er ein Regiment der „Nordbrigade“ der Force Publique, das bei dem Angriff auf die Stadt eingesetzt wurde. Im September 1916 ersetzte er kurzfristig seinen Brigadeführer Philippe Molitor und unterstand damit direkt dem Befehl von General Charles Tombeur, dem Kommandeur der Force Publique. Noch im September 1916 siegte Tombeur in Tabora nach neun Tagen erbitterter Kämpfe. Am 1. Februar 1917 trat Huyghe die Nachfolge Tombeurs als Oberbefehlshaber der Force Publique an, die für Ostbelgisch-Kongo und Ruanda-Urundi zuständig war. Nach einem Hilferuf des Oberbefehlshabers der britischen Militäroperationen in Deutsch-Ostafrika unterzeichnete er im April 1917 in Tabora ein Abkommen mit dem britischen General Hoskins und dem stellvertretenden Generalgouverneur von Belgisch-Kongo, Justin Malfeyt. Ziel dieser Konvention war es, nicht nur einen gemeinsamen Schlachtplan, sondern auch die künftigen Vorrechte Belgiens und Großbritanniens über die eroberten Gebiete genau festzulegen. Während eines anschließenden weiteren Feldzugs gegen die deutsche Kolonie errang er am 9. Oktober 1917 nach vier Tagen schwerer Kämpfe den Sieg bei Mahenge und wurde zum Oberst ernannt.

### Nach dem Ersten Weltkrieg

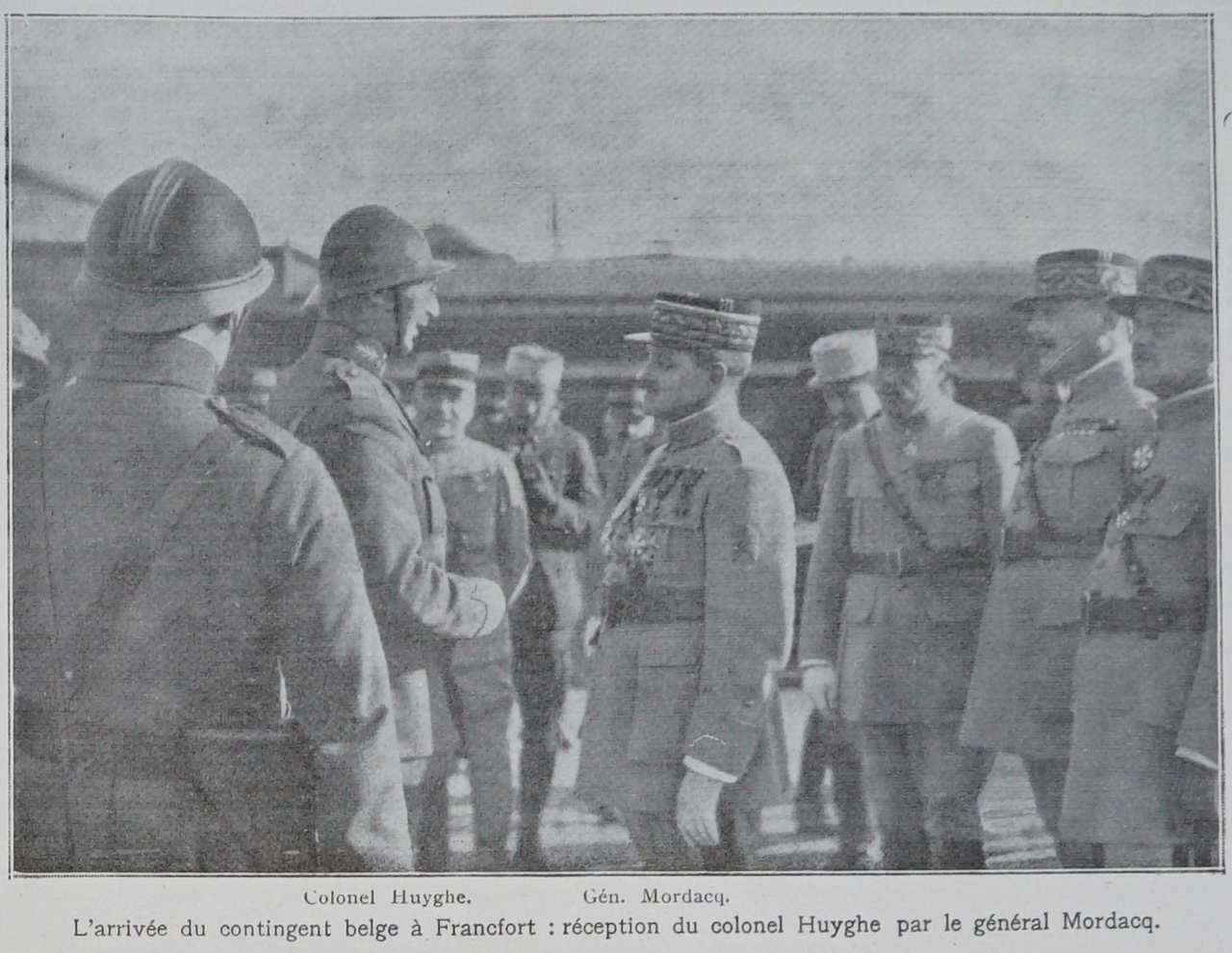
Huyghé (Mitte links) trifft den französischen General Henri Mordacq 1920 in Frankfurt am Main während Huyghés Amtszeit als Kommandeur der belgischen Besatzungstruppen im Rheinland

Nach seiner Rückkehr aus Afrika bekleidete er 1919 die Position des Kommandeurs der belgischen Besatzungstruppen in Frankfurt und befehligte 1920 das 2. Linienregiment. Anschließend wurde er zum Generalmajor z. D.  ernannt.
Nach seiner Pensionierung amtierte er im Juli 1929 als Vertreter des Kolonialministeriums im Vorstand der Compagnie du chemin de fer du bas-Congo in Katanga.
Im November desselben Jahres wurde er Kommissar der Société des mines d’étain du Ruanda-Urundi (Minetain). Im Januar 1930 wurde er erneut zum Administrator der Compagnie des Grands Elevations Congolais ernannt.
Während des Zweiten Weltkriegs kämpfte er im Widerstand in der Bourgogne, wohin er 1940 zunächst mit Mitgliedern der belgischen Regierung geflohen war. 1943 verhaftet, wurde er zusammen mit dem ehemaligen Premierminister Paul-Émile Janson in das Konzentrationslager Buchenwald deportiert, wo er im März 1944 starb.

## Auszeichnungen
Huyghé wurde 1933 von König Albert I. von Belgien zum Ritter geschlagen. Im September 1939 ermächtigte ihn König Leopold III. von Belgien, mit Bezug auf den berühmten Feldzug von 1917 die Worte „de Mahenge“ zu seinem Nachnamen hinzuzufügen.
In Kinshasa ist die Rue Mahenge eine indirekte Hommage an die kongolesischen Soldaten der Force Publique, die an der Eroberung dieser Stadt beteiligt waren. In Luluabourg (heute: Kananga) trug eine Allee seinen Namen.
Er erhielt folgende Auszeichnungen:
- Offizier des Afrikanischen Sternenordens (1927);
- Großkreuz des belgischen Löwenordens (1934);
- Offizier des belgischen Leopoldordens;
- Offizier der französischen Ehrenlegion[2]
- französisches Kriegskreuz
- Ritterorden von Avis
- Orden der Krone von Italien
- Kronenorden (Belgien)